# Bujany
Bujany (ukr. Буяни) – wieś położona na Ukrainie, w rejonie łuckim, w obwodzie wołyńskim, w 2001 r. liczyła 872  mieszkańców.
W czasie okupacji niemieckiej mieszkający we wsi Ukraińcy, Ołeksandr i Julija Borysiukowie, ukrywali Żydów, za co w 2012 roku Instytut Jad Waszem uhonorował ich tytułami Sprawiedliwych wśród Narodów Świata.